# Игра (фильм, 2008)
«Игра́» («Осо́бенности национа́льного футбо́ла») — российская спортивная комедия 2008 года режиссёра Александра Рогожкина. 
Вышла на экраны 29 мая 2008, главные роли сыграли Юрий Степанов, Кирилл Пирогов, Алексей Булдаков и Артур Ваха.
Слоган фильма: «Хотите увидеть, как сборная России выигрывает Чемпионат мира по футболу?».

## Сюжет
Россия выигрывает право провести Чемпионат мира по футболу 2018.
2018 год. Альтернативная реальность. Сборная России сенсационно выходит в финал и готовится к финальной встрече со сборной Румынии. В фильме отрывками транслируются товарищеские матчи против Кении и Уругвая и финальный матч чемпионата мира. 
На тренировочной базе сборной России работают разные люди — тренеры, врачи, администраторы, сторожа и даже уборщицы. Именно от них будет зависеть результат финальной игры и от самой сборной. Все они беззаветно преданы футболу.
На базе начинают происходить странные, а порой и курьёзные события. В четвертьфинальном матче выбывает из строя лучший форвард сборной Сергей Воронин, что наносит серьёзный удар по команде. Кто-то хочет извлечь свою выгоду из происходящего, кто-то помочь. Главные герои стараются разобраться в происходящем. И вот начинается финальный матч. Все взгляды прикованы к экранам. Россияне должны суметь выдержать испытания и победить, несмотря ни на какие препятствия.

## В ролях
| Актёр              | Роль                                                                       |
| ------------------ | -------------------------------------------------------------------------- |
| Юрий Степанов      | старший администратор сборной России Михаил Дмитриевич Звонов              |
| Артём Волобуев     | помощник старшего администратора сборной России Николай Сергеевич Касаткин |
| Любовь Львова      | уборщица-филолог Маша                                                      |
| Кирилл Пирогов     | главный тренер сборной России Олег Павлович Кузьмин                        |
| Наталья Суркова    | Вера Павловна                                                              |
| Алексей Булдаков   | сторож тренировочной базы сборной России Эрнест Карлович Берг              |
| Артур Ваха         | массажист сборной России Виктор Петрович                                   |
| Игорь Старилов     | Ваня                                                                       |
| Павел Горожанкин   | Митя                                                                       |
| Даниил Страхов     | предприниматель Азис                                                       |
| Александр Лымарев  | вратарь сборной России Александр Цыбинский                                 |
| Виктор Бабич       | тренер сборной России                                                      |
| Дмитрий Паламарчук | нападающий сборной России Сергей Воронин                                   |
| Александр Загоскин | капитан сборной России (№ 13) Сапронов                                     |
| Фёдор Горбунов     | игрок сборной России (№ 18) Клименко                                       |
| Руслан Смирнов     | инспектор ГИБДД Вася                                                       |
| Павел Шуваев       | байкер                                                                     |
| Юрий Ицков         | переговорщик Сергей Данилович                                              |
| Михаил Крылов      | командир взвода ОМОНа, капитан Гусь                                        |
| Андрей Каверин     | ОМОНовец на стадионе «Локомотив» Николаев                                  |
| Владимир Стержаков | врач скорой помощи у стадиона «Локомотив»                                  |
| Алёна Фонина       | болельщица на стадионе «Локомотив»                                         |
| Вадим Померанцев   | начальник охраны тренировочной базы сборной России                         |
| Дарья Родимова     | бывшая девушка Николая Касаткина                                           |
| Игорь Самойлов     | бармен                                                                     |
| Жаргал Санжиев     | самурай № 1                                                                |
| Пак Хек Су         | самурай № 2                                                                |
| Юрий Сазонов       | скульптура футболиста № 1                                                  |
| Антон Ескин        | скульптура футболиста № 2                                                  |
| Андрей Абрамов     | президент FIFA Анри Голье                                                  |
| Владимир Столяров  | футбольный комментатор                                                     |

## Съёмки
Полуфинал и финал «чемпионата мира» снимали на стадионе «Локомотив» в Черкизове.

## Факты

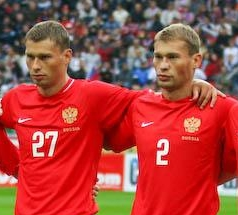
Игроки сборной России братья Березуцкие в форме сезона 2006—2008, в которой в фильме играла сборная России-2018

- Фильм оказался пророческим, поскольку 2 декабря 2010 года Россия действительно выигрывает право провести чемпионат мира по футболу 2018, который действительно прошёл через 10 лет после съёмок фильма.
- Соперник сборной России в финале, 31-я команда, неизвестен, но по названию на табло «…MANIA» ясно, что это Румыния (ROMANIA) — 31-я искомая команда. Румыния при этом на чемпионат мира 2018 года не попала.
- Сборная России-2018 играет в форме, в которой настоящая сборная России играла в отборочном турнире к чемпионату Европы-2008.
- Фамилия игрока сборной России-2018 с номером 8 на спине — Рогожкин.